# Charles Villarroel
Charles Villarroel Jara (Santiago, 10 de julio de 1930-Ibidem, 14 de agosto de 2020) fue un futbolista chileno que jugaba en la posición de volante defensivo. Fue campeón con Colo-Colo de los torneos nacionales de 1953 y 1956.

## Trayectoria
Su primer club y casi único fue Colo-Colo, cuya camiseta vistió desde las series infantiles, debutando en primera división el año 1951.
En el fútbol amateur fue subcampeón en el torneo de los barrios, jugando en el equipo Juventud Rangers de la Población Vicente Navarrete.
El año 1955 actuó, en calidad de préstamo, en el recién ascendido O'Higgins de Rancagua. Vuelve a Colo-Colo al año siguiente para titularse campeón.
En 1958 juega su último año por Colo-Colo, siendo parte del plantel que obtuvo la Copa Chile 1958, la primera de la historia.
Según propia confidencia fue siempre mediocampista de creación, puesto que en la cancha más le acomodaba, pero por necesidades tácticas lo hicieron mediocampista defensivo.
En 1958 parte a  Ñublense a jugar en la Segunda División, en donde se retira del profesionalismo.
Con posterioridad a su retiro apoyó con su experiencia como jugador y como Director Técnico a varios equipos amateurs del Torneo Regional Central, incluso en diciembre de 1961 formó en el seleccionado de dicho Regional, que enfrentó al seleccionado de Concepción.
Vivió frente del Estadio Monumental, siempre relacionado con los albos participando en las distintas actividades sociales que el Club realizaba.

## Clubes

### Como jugador
| Club      | País  | Año       |
| --------- | ----- | --------- |
| Colo-Colo | Chile | 1951-1954 |
| O'Higgins | Chile | 1955      |
| Colo-Colo | Chile | 1956-1958 |
| Ñublense  | Chile | 1959      |

### Como director técnico
| Club                 | País        | Año       |
| -------------------- | ----------- | --------- |
| Arrieta Guindos      | Chile       | 1968-1969 |
| Soinca Bata          | Chile       | 1970-1971 |
| CD Santiagueño       | El Salvador | 1972-1974 |
| Comunicaciones       | Guatemala   | 1975-1976 |
| U.San Carlos         | Guatemala   | 1977-1978 |
| Soinca Bata          | Chile       | 1979      |
| Municipal Las Condes | Chile       | 1980-1982 |
| Arrieta Guindos      | Chile       | 1983      |

## Palmarés

### Como jugador
| Título           | Club      | País  | Año  |
| ---------------- | --------- | ----- | ---- |
| Primera División | Colo-Colo | Chile | 1953 |
| Primera División | Colo-Colo | Chile | 1956 |
| Copa Chile       | Colo-Colo | Chile | 1958 |

## CReferencias
1. ↑  «Fallece Charles Villarroel, gloria de Colo Colo en la década del 50». La Tercera. 14 de agosto de 2020. Consultado el 14 de agosto de 2020.
2. 1 2 3 4  «Muere Charles Villarroel, crack histórico de Colo Colo». As (periódico). 14 de agosto de 2020. Consultado el 14 de octubre de 2020.
3. ↑  Revista Estadio N° 686 del 6 de julio de 1956, páginas 4 y 5.
4. 1 2  Chomsky (9 de enero de 2017). «Un Charles en Colo Colo». La Tercera. Consultado el 14 de octubre de 2020.
5. ↑  Revista Estadio N° 576 del 9 de mayo de 1954, página 25.
6. ↑  Revista Gol y Gol N° 3 del 18 de abril de 1962, página 23.
7. ↑  «Murió Charles Villarroel, figura histórica de Colo Colo que fue campeón con el club en los ’50». CNN Chile. 14 de agosto de 2020. Consultado el 14 de octubre de 2020.
8. ↑  Revista Don Balón N° 141 del 7 de marzo de 1995

- Datos: Q16735521
- Multimedia: Charles Villarroel / Q16735521